# Runar Berg
Runar Berg (ur. 7 października 1970 w Hadze) – norweski piłkarz grający na pozycji środkowego pomocnika. W reprezentacji Norwegii rozegrał 5 meczów. Jest młodszym bratem Ørjana Berga, dziewiętnastokrotnego reprezentanta kraju. Ojciec Runara, Harald, także był piłkarzem i 43 razy wystąpił w kadrze narodowej.

## Kariera klubowa
Karierę piłkarską Berg rozpoczął w klubie FK Bodø/Glimt. W 1989 roku awansował do kadry pierwszej drużyny i w tamtym roku zadebiutował w jej barwach w norweskiej drugiej lidze. W 1990 roku odszedł do pierwszoligowego Rosenborga Trondheim. W tamtym roku wywalczył z Rosenborgiem mistrzostwo Norwegii, a także zdobył Puchar Norwegii. W 1991 roku odszedł do Tromsø IL, w którym grał przez rok.
W 1992 roku Berg wrócił do Bodø/Glimt, z którym na koniec roku awansował z drugiej do pierwszej ligi. W 1993 roku zdobył z nim Puchar Norwegii. Na początku 1997 roku odszedł z Bodø/Glimt do Rosenborga. Grał w nim przez 2,5 roku. W 1998 i 1999 roku dwukrotnie z rzędu zostawał mistrzem kraju, a w tym drugim przypadku zdobył także swój trzeci w karierze krajowy puchar.
Latem 1999 roku Berg został piłkarzem włoskiego klubu SSC Venezia. W Venezii był podstawowym zawodnikiem, a na sezonu 1999/2000 spadł z nim z Serie A do Serie B.
W 2001 roku Berg wrócił do Norwegii i przez sezon grał w Lyn Fotball. W 2002 roku po raz trzeci w karierze został zawodnikiem FK Bodø/Glimt. W 2005 roku spadł z nim do drugiej ligi, a w 2007 roku wrócił do Tippeligaen. W 2009 roku ponownie przeżył degradację o klasę niżej. W 2010 roku jako zawodnik Bodø/Glimt zakończył karierę piłkarską.
| Sezon   | Klub          | Kraj     | Rozgrywki    | Mecze | Bramki |
| ------- | ------------- | -------- | ------------ | ----- | ------ |
| 1989    | FK Bodø/Glimt | Norwegia | Adeccoligaen | ?     | ?      |
| 1990    | Rosenborg BK  | Norwegia | Tippeligaen  | 10    | 0      |
| 1991    | Tromsø IL     | Norwegia | Tippeligaen  | 18    | 2      |
| 1992    | FK Bodø/Glimt | Norwegia | Adeccoligaen | ?     | ?      |
| 1993    | FK Bodø/Glimt | Norwegia | Tippeligaen  | 22    | 11     |
| 1994    | FK Bodø/Glimt | Norwegia | Tippeligaen  | 21    | 5      |
| 1995    | FK Bodø/Glimt | Norwegia | Tippeligaen  | 24    | 2      |
| 1996    | FK Bodø/Glimt | Norwegia | Tippeligaen  | 24    | 5      |
| 1997    | Rosenborg BK  | Norwegia | Tippeligaen  | 25    | 6      |
| 1998    | Rosenborg BK  | Norwegia | Tippeligaen  | 26    | 4      |
| 1999    | Rosenborg BK  | Norwegia | Tippeligaen  | 18    | 3      |
| 1999/00 | SSC Venezia   | Włochy   | Serie A      | 5     | 0      |
| 2000/01 | SSC Venezia   | Włochy   | Serie B      | 2     | 0      |
| 2001    | Lyn Fotball   | Norwegia | Tippeligaen  | 23    | 3      |
| 2002    | FK Bodø/Glimt | Norwegia | Tippeligaen  | 23    | 5      |
| 2003    | FK Bodø/Glimt | Norwegia | Tippeligaen  | 21    | 7      |
| 2004    | FK Bodø/Glimt | Norwegia | Tippeligaen  | 20    | 4      |
| 2005    | FK Bodø/Glimt | Norwegia | Tippeligaen  | 22    | 6      |
| 2006    | FK Bodø/Glimt | Norwegia | Adeccoligaen | 22    | 8      |
| 2007    | FK Bodø/Glimt | Norwegia | Adeccoligaen | 29    | 4      |
| 2008    | FK Bodø/Glimt | Norwegia | Tippeligaen  | 25    | 1      |
| 2009    | FK Bodø/Glimt | Norwegia | Tippeligaen  | 23    | 0      |
| 2010    | FK Bodø/Glimt | Norwegia | Adeccoligaen | 19    | 5      |

## Kariera reprezentacyjna
W reprezentacji Norwegii Berg zadebiutował 15 stycznia 1994 roku w przegranym 1:2 towarzyskim spotkaniu ze Stanami Zjednoczonymi. Od 1994 do 2003 roku rozegrał w kadrze narodowej 5 meczów.
| Mecze i gole w reprezentacji | Mecze i gole w reprezentacji | Mecze i gole w reprezentacji | Mecze i gole w reprezentacji | Mecze i gole w reprezentacji | Mecze i gole w reprezentacji | Mecze i gole w reprezentacji |
| #                            | Data                         | Stadion                      | Rywal                        | Wynik                        | Gol                          | Rozgrywki                    |
| 1994                         | 1994                         | 1994                         | 1994                         | 1994                         | 1994                         | 1994                         |
| ---------------------------- | ---------------------------- | ---------------------------- | ---------------------------- | ---------------------------- | ---------------------------- | ---------------------------- |
| 1.                           | 15.01.1994                   | Tempe, Stany Zjednoczone     | Stany Zjednoczone            | 1:2                          | 0                            | towarzyski                   |
| 2.                           | 19.01.1994                   | San Diego, Stany Zjednoczone | Kostaryka                    | 0:0                          | 0                            | towarzyski                   |
| 1995                         |                              |                              |                              |                              |                              |                              |
| 3.                           | 06.02.1995                   | Larnaka, Cypr                | Estonia                      | 7:0                          | 0                            | towarzyski                   |
| 4.                           | 08.02.1995                   | Nikozja, Cypr                | Cypr                         | 2:0                          | 0                            | towarzyski                   |
| 2003                         |                              |                              |                              |                              |                              |                              |
| 5.                           | 15.11.2003                   | Walencja, Hiszpania          | Hiszpania                    | 1:2                          | 0                            | el. ME 2004 – baraże         |